# ویرا چاسلاوسکا
ویِرا چاسلاوسکا ورزشکار زن رشتهٔ ژیمناستیک اهل کشور چکسلواکی بود. وی در بین سال‌های ‎۱۹۶۰ تا ۱۹۶۸ میلادی در مسابقات بازی‌های المپیک تابستانی در مجموع ۱۱ مدال، شامل ۷ مدال طلا، ۴ نقره و ۰ برنز را کسب کرد.